# تاسکولا (تگزاس)
تاسکولا، تگزاس(به انگلیسی: Tuscola, Texas) شهری در ایالت تگزاس از ایالات جنوبی ایالات متحده آمریکا است. در سرشماری سال ۲۰۰۰، جمعیت این شهر ۷۱۴ نفر اعلام شد.